# Cadenazzo
Cadenazzo (in dialetto ticinese Cadenazz) è un comune svizzero di 2 762 abitanti del Canton Ticino, nel distretto di Bellinzona. Il 13 marzo 2005 ha inglobato il comune soppresso di Robasacco.

## Monumenti e luoghi d'interesse
- Chiesa parrocchiale di San Pietro, attestata nel 1363[1][2].

## Società

### Evoluzione demografica
L'evoluzione demografica è riportata nella seguente tabella:
Abitanti censiti

## Amministrazione
Ogni famiglia originaria del luogo fa parte del cosiddetto comune patriziale e ha la responsabilità della manutenzione di ogni bene ricadente all'interno dei confini del comune.